# Bonaviks naturreservat

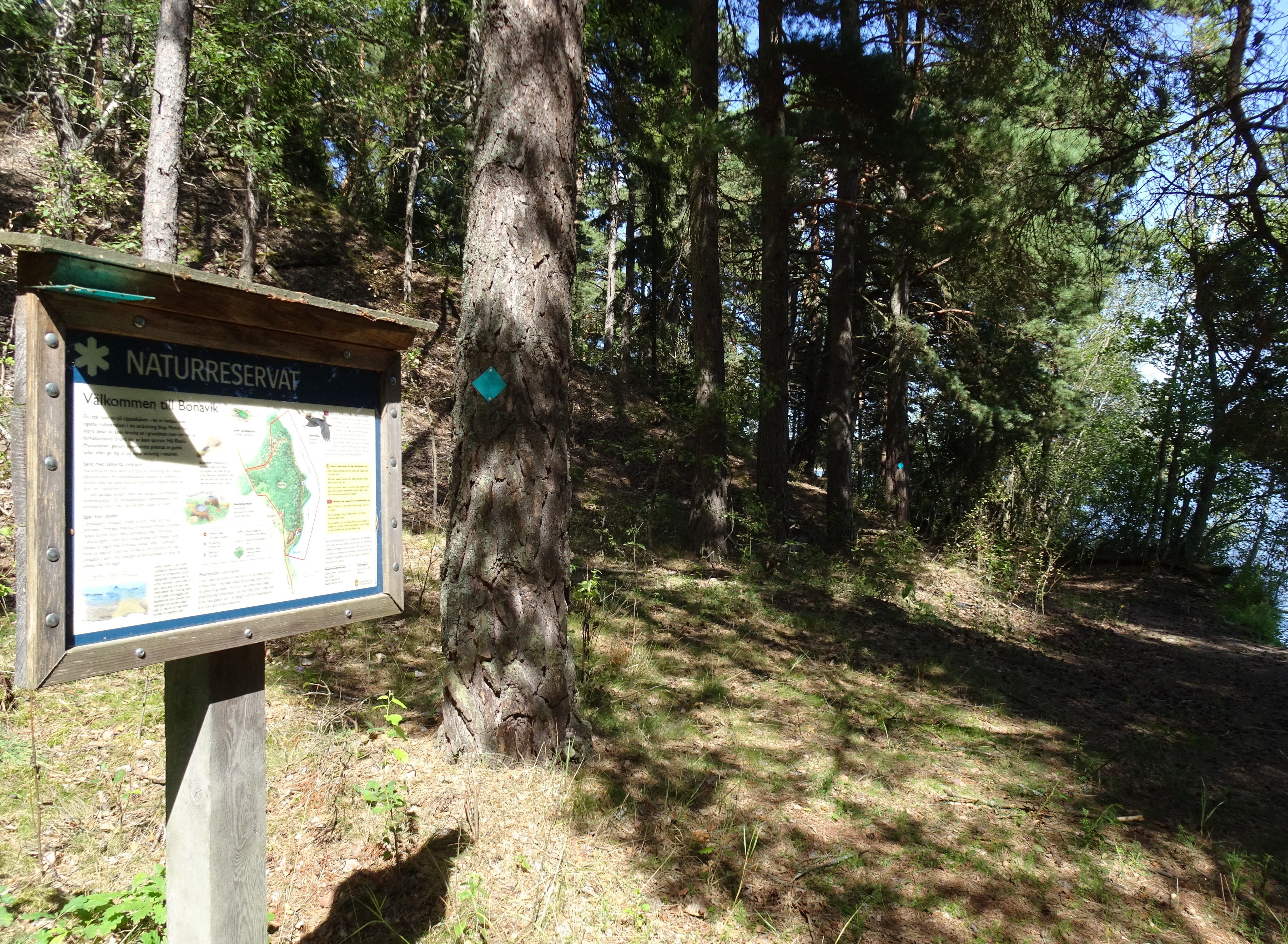
Södra entrén till reservatet.

Bonaviks naturreservat ligger på Munsön i Ekerö kommun. Naturreservatet omfattar en areal om 24 hektar (därav land 16 ha) och inrättades år 2007. Markägare är Sand & Grus AB Jehander och förvaltare är Länsstyrelsen. Genom reservatet sträcker sig vandringsleden Ekerö-Munsöleden.

## Beskrivning
Bonaviks naturreservat ligger på östra sidan av Munsön och gränser till Långtarmen som är en fjärd i Mälaren. Marken sluttar kraftigt ner i öster mot Långtarmen. Härifrån har man en storslagen vy över Svartsjölandet. Namnet anknyter dels till viken med samma namn, dels till gården Bonavik som ligger utanför reservatsgränsen i väster. 
Landskapet formades av inlandsisen och är en del av Uppsalaåsen som är en av Sveriges mäktigaste rullstensåsar. Mitt i området finns en åsgrop som bildades av ett isblock som var inbäddat i åsen under slutfasen av senaste istiden. När blocket smälte kvarlämnade den en grop efter sig.
Stora delar av Uppslaåsens avsnitt på Munsön har blivit exploaterade som grustäkt. Norr om reservatet pågår fortfarande verksamheten. Även inom reservatet finns några mindre täkter som inte längre är i bruk. Dessa täkter har inte blivit efterbehandlade, vilket innebär kraftiga lutningar med öppna sandpartier som ger livsmiljö för många sandlevande insektsarter. Inom reservatet finns även vedlevande insekter tack vare förekomsten av gamla, solbelysta träd och död ved.

## Bilder

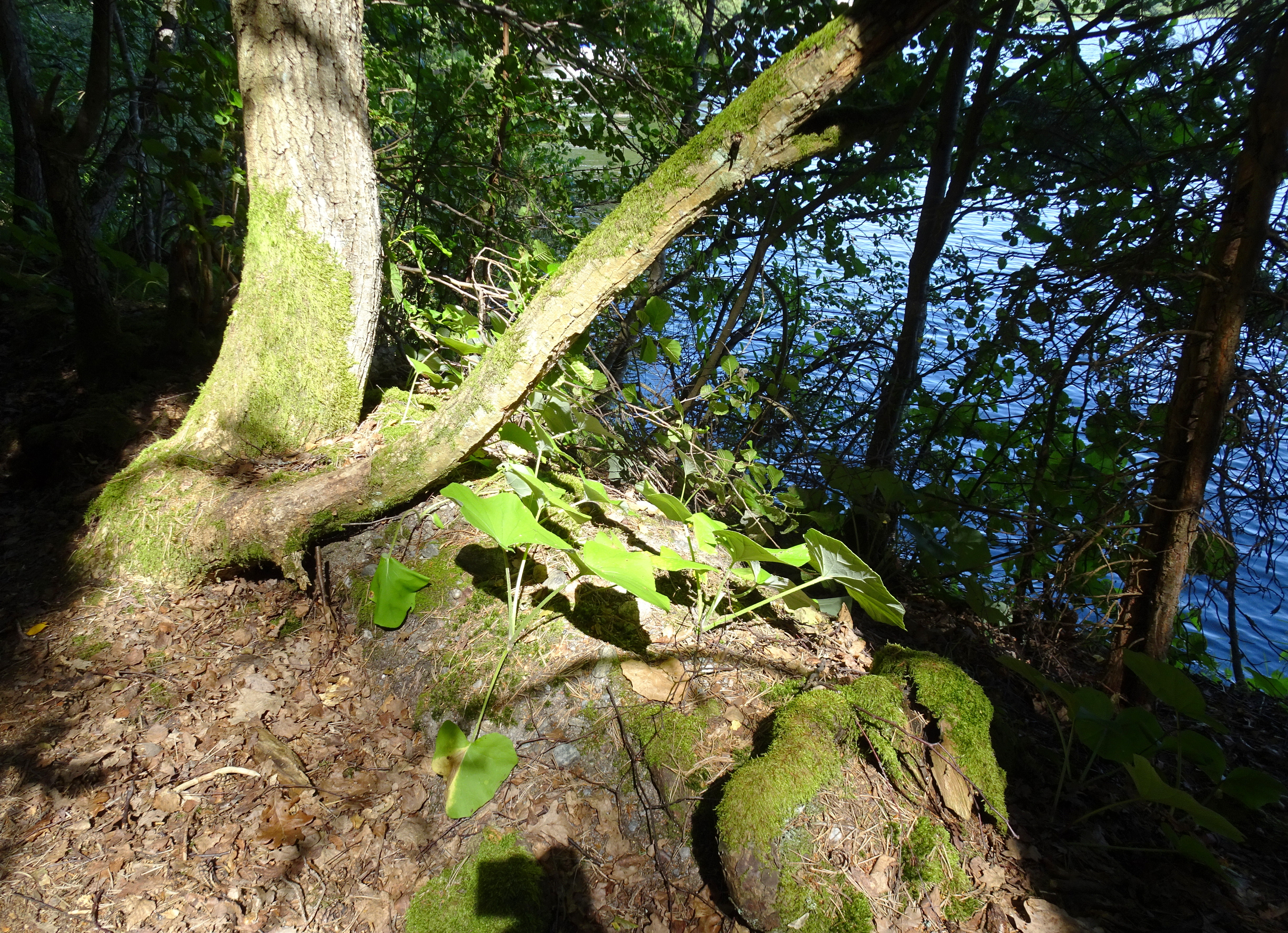
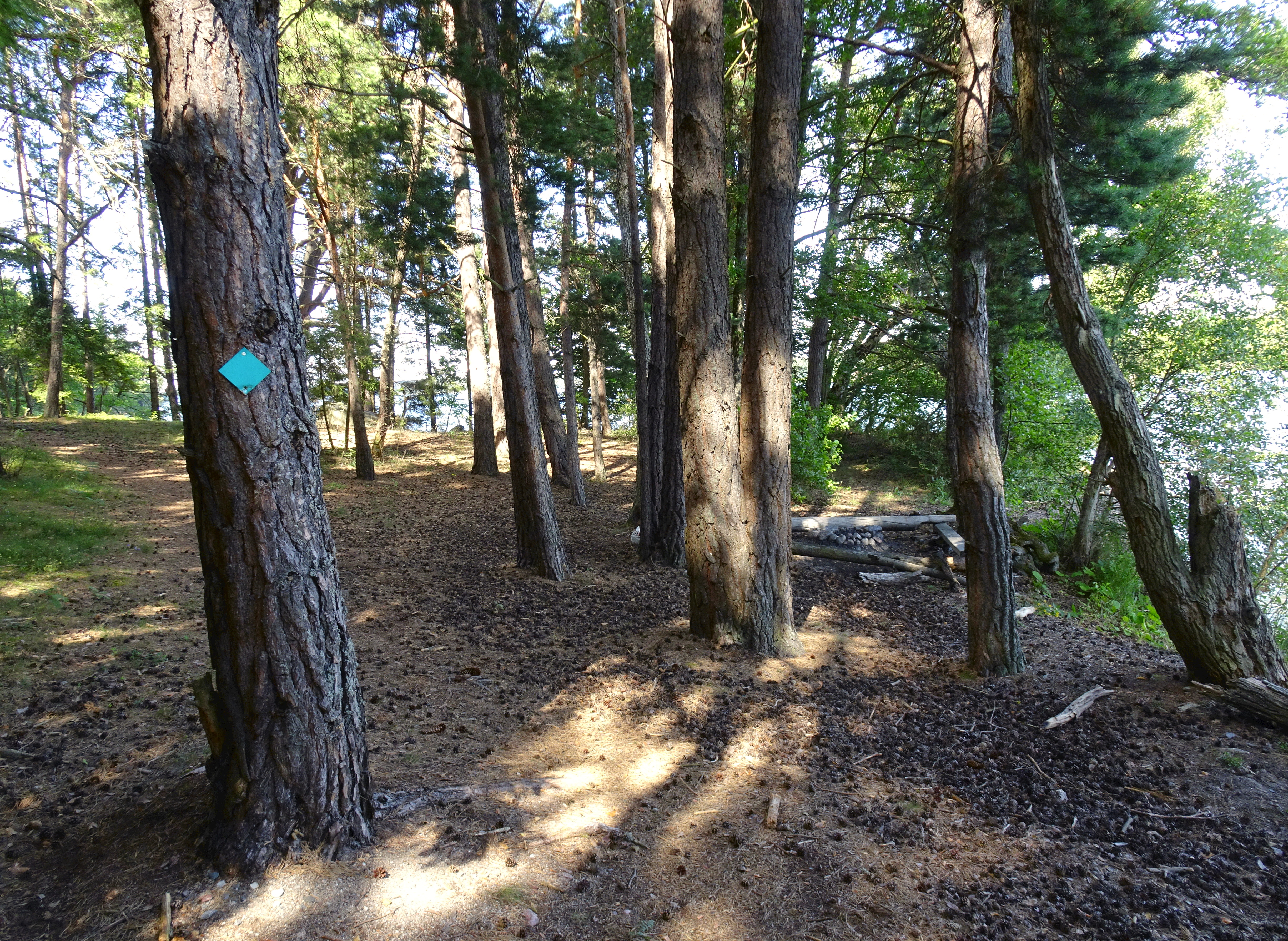
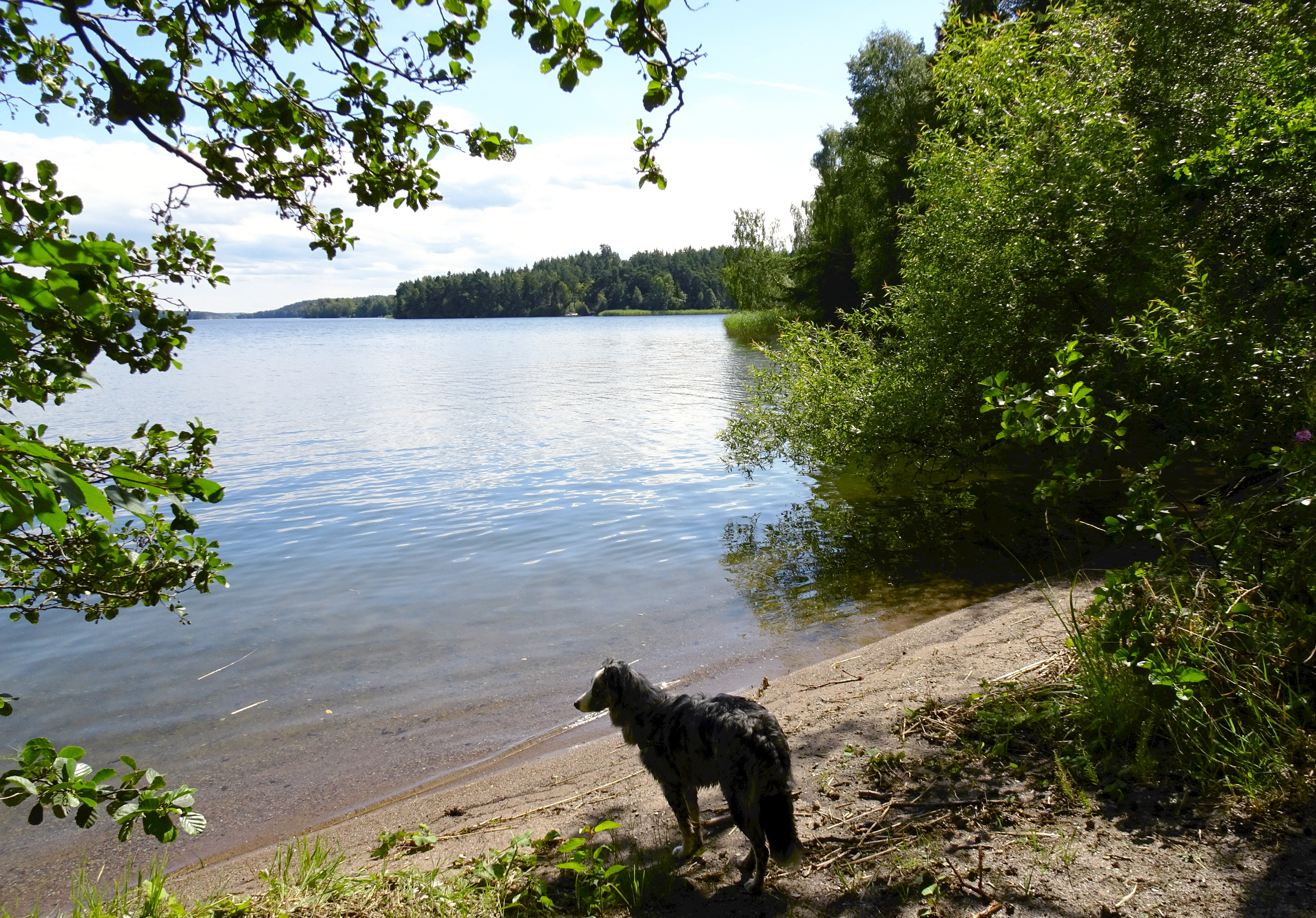